# Gideon Emery
Gideon Emery (ur. 12 września 1972 w Windsorze) – angielski aktor filmowy, telewizyjny, teatralny i głosowy.
W młodym wieku przeprowadził się do Republiki Południowej Afryki, gdzie uczęszczał do prytwatnej uczelni dla chłopców St John's College w Johannesburg. Wkrótce powrócił do rodzimej Anglii i ukończył Reading Blue Coat School w Holme Park. Studiował potem w szkole dramatycznej przy University of the Witwatersrand w Johannesburg. Swoją karierę sceniczną, ekranową i radiową rozpoczął w Południowej Afryce. Stał się znajomą twarzą dzięki udziałowi w tuzinach reklam.
Na dużym ekranie zadebiutował w dramacie sensacyjnym klasy C Nigdy nie mów nigdy (Never Say Die, 1995) i sci-fi Projekt "Cień Myśliwca" 2 (Project Shadowchaser II, 1995). Wystąpił w sitcomie Nie zupełnie piątkowa noc (Not Quite Friday Night, 1995). Za występ w komedii familijnej Roda Stewarta Pięta w stosunku do głowy (Heel Against the Head, 1999) otrzymał nagrodę National Vita.
Pojawił się także w serialach - francuskim Rezerwat namiętności (25° South, 1999) jako Charly i kanadyjskim 24 godziny (24, 2007) w roli Leona.